# S Насоса
S Насоса переменная типа W Большой Медведицы в созвездии Насоса. Представляет собой контактную двойную систему с периодом обращения 15,56 часов. Переменность системы колеблется в пределах от +6,40m до +6,92m.